# Mastixia cuspidata
Mastixia cuspidata är en kornellväxtart som beskrevs av Carl Ludwig von Blume. Mastixia cuspidata ingår i släktet Mastixia och familjen kornellväxter. Inga underarter finns listade i Catalogue of Life.